# Humphrey Marshall (Politiker, 1760)

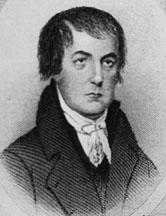
Humphrey Marshall

Humphrey Marshall (* 1760 in Orlean, Fauquier County, Colony of Virginia; † 3. Juli 1841 bei Frankfort, Kentucky) war ein US-amerikanischer Politiker der Föderalistischen Partei, der den Bundesstaat Kentucky im US-Senat vertrat.
Humphrey Marshall genoss in seiner Heimat eine umfassende Erziehung. Nach Ausbruch des Unabhängigkeitskrieges trat er der Kontinentalarmee bei und brachte es bis zum Captain. 1780 zog er ins Kentucky County, den späteren Bundesstaat Kentucky, der zu diesem Zeitpunkt noch zu Virginia gehörte. Dort heiratete er seine Cousine Mary Marshall, die Schwester des späteren US-Außenministers und obersten Bundesrichters John Marshall.
1788 war er Delegierter zur Virginia Convention, welche die Verfassung der Vereinigten Staaten ratifizierte. Nach der Gründung des Staates Kentucky vertrat er das Woodford County im Jahr 1793 in dessen Parlament, ehe er 1795 in den US-Senat einzog. Dort verblieb der Föderalist Marshall bis zum 3. März 1801. Politisch war er danach noch als Abgeordneter im Repräsentantenhaus von Kentucky zwischen 1807 und 1809 sowie im Jahr 1823 tätig.
Am 19. Januar 1809 bestritt Humphrey Marshall ein Duell mit Senator Henry Clay, dem späteren Anführer der Whig Party. Grund war offenbar Clays Vorschlag, dass Kentuckys Parlamentarier nicht britische, sondern einheimische Textilien tragen sollten; Marshall wies dies zurück. Beide Männer trugen leichte Verwundungen davon. Später machte sich Marshall als Verfasser der ersten Werks über die Geschichte von Kentucky einen Namen, das 1812 in Frankfort veröffentlicht wurde.
Humphrey Marshall war Mitglied einer politisch aktiven Familie. Sein Sohn Thomas Alexander Marshall, sein Neffe Thomas F. Marshall und sein Enkel Humphrey Marshall, der überdies als General der Konföderiertenarmee im Sezessionskrieg diente, vertraten den Staat Kentucky jeweils im US-Repräsentantenhaus.